# X1 (潜水艦)
| 1927年に撮影されたX1 | |
| 艦歴                 | |
| 発注                 | チャタム海軍造船所                                                                                  |
| 起工                 | 1921年11月                                                                                          |
| 進水                 | 1923年6月16日                                                                                       |
| 竣工                 | 1925年9月23日                                                                                       |
| 就役                 | 1925年12月                                                                                          |
| 退役                 | |
| その後               | 除籍後解体処分                                                                                      |
| 除籍                 | 1936年                                                                                              |
| 前級                 | R級                                                                                                 |
| 次級                 | O級                                                                                                 |
| 性能諸元（竣工時）   | |
| 排水量               | 水上：2,425トン 水中：3,600トン                                                                     |
| 全長                 | 110.8メートル                                                                                       |
| 全幅                 | 9.09メートル                                                                                        |
| 吃水                 | 4.8メートル（水上）                                                                                 |
| 機関                 | 水上：アドミラリティ式ディーゼル機関2基+ゲルマニア式ディーゼル機関2基 水中：電気モーター2基 2軸推進 |
| 最大出力             | 水上：7,000馬力 水中：2,400馬力                                                                     |
| 最大速力             | 水上：19.5ノット 水中：8.0ノット                                                                    |
| 航続距離             | -ノット/-海里                                                                                       |
| 燃料                 | 重油：452トン                                                                                       |
| 乗員                 | 60名                                                                                                |
| 兵装                 | アームストロング 13.2cm（42口径）連装速射砲2基 53.3cm水中魚雷発射管単装6門（魚雷12本）              |

X1（）はイギリス海軍の潜水艦である。同型艦はない。完成時には世界最大の潜水艦であった。

## 概要
本艦はイギリス海軍がワシントン条約に基づき建造した潜水艦である。1921年11月にチャタム海軍造船所に発注され、1925年9月23日に完成、12月に就役した。

## 艦形
本艦の外殻部は厚さ25mmの鋼板で作られ、その直径は船体中央部で最大5.982mだった。艦内は水密隔壁で10室に分割されていた。船体は、設計では最深で150mに耐えられるものとされたが、実用では潜行深度が110mに抑えられた。
本艦の外観上の特徴として、艦のデッキ上に配置された連装式の砲塔が挙げられる。この砲塔は13.2cm速射砲を収めており、司令塔を挟み込むように前後に1基ずつ計2基が配置された。また艦首水面下に53.3cm魚雷発射管が、片舷3門ずつ計6門配置された。

## 武装
本艦の主兵装には新設計の「QF Mark I 13.2cm（42口径）速射砲 」が採用された。射撃性能は31.8kgの砲弾を仰角40度で15,800mまで到達させた。これを防水加工が施された連装式の砲塔に2門搭載した。円形の砲塔は直径が約3mほどで、旋回と俯仰は主に電力で行われた。射界は砲身が仰角40度・俯角5度であり、砲塔は左右に150度旋回できた。ただし実際は上部構造物により射界に制限があった。発射速度は毎分6発だったものの、設計に不備がありカタログデータを維持できなかった。
他、主砲では対抗できない敵を打倒するため、53.3cm魚雷発射管を片舷3基ずつ、計6基装備した。魚雷発射管はL級のうちキャンセルされた装備を流用した。魚雷発射管室は狭かったため、予備魚雷の装填には約24分が必要だった。

## 機関
本艦の主機関はアドミラリティ式8気筒ディーゼル機関（3,000馬力）2基で6,000馬力が見積もられた。これとは別に、バッテリー充電を行う補助機関として、賠償艦「U-126」のMAN式ディーゼル機関（1.200馬力）2基を搭載した。また潜航時の推進装置として、GEC式電気モーター2基が搭載された。設計では8,000馬力の発揮を目指していたが、公試における数値は7,135馬力であり、目標を下回った。

## 艦歴
1925年12月に就役し、1926年4月に海軍に編入された後、ジブラルタルまで航海した際に駆動系を損傷した。修理後、地中海艦隊に所属した。1928年1月に右舷側の推進軸を損傷し、マルタ島で新しいギアボックスと交換したが4月に再び同じ箇所が損傷した。
本艦の居住区は狭かった。これは砲塔の弾薬庫と高速発揮のための機関スペースを優先したためである。また艦内は換気不良で、潜航時の艦内の湿度や空気の評価は非常に不満足なものだった。1930年代までの歴代艦長の評価は、メイン機関とサブ機関の維持が面倒で、メンテナンスに時間がかかったというものである。本艦は1936年12月12日に解体処分された。

## 参考図書
- 「Conway All The World's Fightingships 1922-1946」（Conway）